# Eremophila caespitosa
Eremophila caespitosa är en flenörtsväxtart som beskrevs av Chinnock. Eremophila caespitosa ingår i släktet Eremophila och familjen flenörtsväxter. Inga underarter finns listade i Catalogue of Life.